# Gülse Birsel
Gülse Birsel, (nata Gülse Şener) (Istanbul, 11 marzo 1971), è un'attrice, sceneggiatrice, giornalista e presentatrice TV turca, nota per le serie di sitcom di successo, Avrupa Yakası, Yalan Dünya e il film di successo  Kocalı Hürmüz.

## Biografia
Gülse Birsel è nata l'11 marzo 1971 a Istanbul come terza figlia di Gültekin e Semiha Şener. La sua bisnonna è di discendenza circassa di Varto. Suo padre era un avvocato, mentre sua madre era una casalinga.  Il suo nome è stato scelto dalle prime sillabe dei nomi di sua madre e di suo padre. Suo fratello maggiore Bozkurt ha quindici anni più di lei, mentre sua sorella maggiore Dilek ne ha tredici di più. Il fratello maggiore è un oftalmologo ed ex giocatore della nazionale di pallavolo.
Ha terminato l'istruzione secondaria presso la Beyoğlu Anadolu High School. Ha pensato sino alla fine del liceo di fare recitazione come professione. Invece, per volere della famiglia, ha studiato prima all'Università Boğaziçi, Dipartimento di Economia.  Tra il 1994 e il 1996, ha completato il suo MFA presso la Columbia University.

## Carriera
Durante il suo secondo anno di università, Gülse Birsel ha iniziato a lavorare per la rivista Aktüel. Al suo ritorno in Turchia nel 1996, ha iniziato a lavorare all'ATV, scrivendo i notiziari stranieri per tre mesi. Un anno dopo è stata nominata caporedattrice della rivista Esquire Turchia. Dal dicembre 1997 al 2003 è stata caporedattrice di Harper's Bazaar Turchia. Dal 2002 al 2012 ha lavorato come editorialista per il quotidiano Sabah. Durante questo periodo, ha anche lavorato come coordinatrice generale in FHM, Gezi, Harper's Bazaar e House Beautiful. Il 6 marzo 2002, ha fatto il suo debutto televisivo su g.a.g. di ATV. Nel marzo 2003, ha pubblicato lo scenario per g.a.g. insieme agli articoli che aveva precedentemente scritto in un libro intitolato Gayet Ciddiyim.  Fino all'11 febbraio 2004 è stata presentatrice e scrittrice di g.a.g..
Nel marzo 2003, insieme a Levent Özdilek, ha recitato in un ruolo da protagonista nella serie Eyvah! Eski Kocam, ma lo show è stato cancellato dopo il secondo episodio.  Nel febbraio 2004, ha iniziato a lavorare sia come attrice che come sceneggiatrice per la serie Avrupa Yakası di ATV. Ha condiviso il ruolo principale con Gazanfer Özcan, Hümeyra e Ata Demirer.  Nel maggio 2004 è stato pubblicato il suo secondo libro, Hâlâ Ciddiyim. Ha fatto il suo debutto cinematografico nel 2005, con il film Hırsız Var!.  Il suo terzo libro, Yolculuk Nereye Hemşerim?, è stato pubblicato nell'agosto 2005. Nell'aprile 2008, ha portato la torcia delle Olimpiadi estive del 2008 a Istanbul.  Nel 2009, è apparsa nel suo primo ruolo cinematografico nel film 7 Kocalı Hürmüz.
Avrupa Yakası si è conclusa nel giugno 2009. Il quarto libro di Birsel, Velev ki Ciddiyim!, è stato pubblicato nel dicembre 2009, seguito dal suo quinto libro Yazlık nel giugno 2011. Nel gennaio 2012, ha iniziato a lavorare come attrice e sceneggiatrice nella serie di Kanal D Yalan Dünya, durata per quattro stagioni. Ha condiviso il ruolo principale con Altan Erkekli, Füsun Demirel e Olgun Şimşek. Nel marzo 2013 ha iniziato a lavorare come editorialista per Hürriyet. Nel 2015 è diventata uno dei giudici del concorso Komedi Türkiye di TV8.   Il suo sesto libro, Memleketi Ben Kurtaracağım!, è uscito nel novembre 2015.
Il suo primo lungometraggio, Aile Arasında, in cui ha lavorato sia come scenografa che come attrice, è apparso nel dicembre 2017. Nel febbraio 2018, è stata sceneggiatrice e attrice protagonista nella serie comica di Star TV Jet Sosyete. Nell'ottobre 2019, Birsel si è dimessa dal suo incarico di editorialista per il quotidiano Hürriyet.
Birsel ha scritto e recitato in Yılbaşı, uscito su Disney+ nel dicembre 2022.

## Vita privata
Nell'agosto del 1999, Gülse Birsel ha sposato l'editorialista e programmatore televisivo Murat Birsel a Cannes, in Francia. I due si sono conosciuti tramite Ayşe Arman. Birsel, che ha detto di non essere adatta alla maternità, non ha figli.  Birsel e suo marito vivono a Nişantaşı. Nell'agosto 2014, sua madre Semiha Şener è morta.

## Opere
- Gayet Ciddiyim (marzo 2003)
- Hâlâ Ciddiyim (maggio 2004)
- Yolculuk Nereye Hemşerim? (agosto 2005)
- Velev ki Ciddiyim! (dicembre 2009)
- Yazlık (giugno 2011)
- Memleketi Ben Kurtaracağım! (novembre 2015)